# 그린란드의 아틀리 노래
〈그린란드의 아틀리 노래〉(고대 노르드어: Atlamál in grœnlenzku 아틀라말 인 그뢴렌스쿠)는 고 에다의 영웅 서사시 중 하나이다. 〈아틀리의 서사시〉와 기본적인 줄거리를 공유하지만 길이가 더 길고 형식도 다르다. 이 시는 12세기경 그린란드에서 지어진 것으로 생각된다.

## 서사시 줄거리
아틀리(토르)는 자신의 처남들인 규키의 아들 군나르와 호그니를 죽일 음모를 꾸미고, 그들에게 전령을 보내 자기 저택으로 초대한다. 규키의 딸이자 아틀리의 아내인 구드룬은 음모를 알아차리고 형제들에게 룬 문자로 전갈을 보내지만, 전갈 내용이 전령 중 한명인 빈기(Vingi)에 의해 훼손되고 만다. 그렇지만 호그니의 아내 코스트베라(Kostbera)는 나머지 룬에서 무언가 잘못되었음을 알아차리고 호그니에게 경고한다. 호그니는 그녀의 두려움을 무시하지만 코스트베라는 간밤의 끔찍한 악몽을 묘사하면서 끈질기게 그것을 경고의 징조로 해석한다. 호그니는 그 꿈이 중요하지 않음을 설명하려 한다. 군나르의 아내 글라움보르(Glaumvör) 역시 악몽을 꾸었고, 남편에게 그 꿈 이야기를 한다. 군나르 역시 그 꿈이 중요하지 않음을 설명하려 한다. 결국에는 군나르는 자신들의 목숨이 얼마 남지 않았을 수도 있다고 인정하지만, 만약 그렇다면 그 운명을 벗어날 길은 없다고 글라움보르에게 말한다. 두 형제는 단 세 명의 동행자를 거느리고 아틀리를 찾아간다. 여자들은 그들이 헤어져야 하는 피오르드까지 형제를 따라간다. 글라움보르는 빈기에게 손님의 존엄함을 상기시키고, 빈기는 그 어떤 속임수도 없다고 맹세한다. 코스트베라와 호그니가 서로에게 작별 인사를 하고, 사내들이 멀어져 간다.
두 형제와 그 동행자들이 아틀리의 문 앞에 도착하자, 빈기가 자신의 배반을 고백하고 죽임 당한다. 그리고 아틀리가 서른 명으로 손님 다섯 명을 공격한다. 싸움은 몇 시간 동안 계속되고, 구드룬이 보석들을 내버리면서 형제들의 편에 서 싸움에 참여한다. 아틀리의 전사 열여덟 명을 쓰러뜨린 뒤에야 마침내 규키의 아들들은 제압된다. 아틀리는 자기 아내 구드룬을 비난하고 군나르와 호그니의 처형을 명령한다. 아틀리의 요리사 햘리(Hjalli)가 등장하는 희극적 에피소드가 지나간 뒤, 아틀리는 두 형제를 처형한다. 호그니는 웃으면서, 군나르는 발가락으로 수금을 연주하면서 죽음을 맞는다.
아틀리는 구드룬과 이야기를 나눈다. 구드룬은 자신도 죽이지 않으면 아틀리에게 횡액이 닥칠 것이라고 말한다. 아틀리는 귀중한 보물을 주겠노라며 구드룬을 달래려 하고, 구드룬은 이에 동의하는 척 하면서 자기 형제들을 추모하기 위한 커다란 맥주 연회를 열 것을 요구한다. 그리고 구드룬은 아틀리와의 사이에 낳은 두 아들을 죽이고, 아틀리가 모르게 그가 아들들의 머리통을 술잔으로 쓰고 구워낸 아들들의 염통을 먹게 한다. 뒤에 구드룬은 호그니의 아들 흐니플룽그(Hniflungr)의 도움을 받아 아틀리를 죽인다. 시의 마지막 부분은 구드룬과 아틀리 사이의 대화로 이루어져 있다. 구드룬은 시구르드와 자기 형제들과 함께 약탈을 나가던 시절의 영광스러운 과거를 회상한다. 아틀리는 자신의 구드룬에 대한 청혼과, 그 모든 부에도 불구하고 그녀가 결혼 생활에 만족한 적이 한 번도 없음을 상기시킨다. 아틀리는 구드룬에게 자신을 명예롭게 묻어 줄 것을 부탁하고 구드룬은 그러겠노라고 답한다. 그리고 구드룬은 자살을 기도하고 쓰러진다. 규키의 자식들과 같은 자식을 낳은 자는 복된 자라는 말과 함께 시가 끝난다.

## 작성시기와 유래
〈그린란드의 아틀리 노래〉와 〈아틀리의 서사시〉는 모두 《왕의 서》 중에서 ‘그린란드의’(Greenlandic) 시가라고 일컬어진다. 대부분의 학자들은 〈아틀리의 서사시〉는 노르드인의 그린란드 식민지 건설 이전에 지어진 것이라고 판단하여, 해당 시의 그린란드 유래설을 부정하고 있다. 하지만 〈그린란드의 아틀리 노래〉는 그린란드에서 지어진 작품들과 연대가 일치하는 것으로 생각되고 있다. 뿐만 아니라 시 자체의 일부 요소가 그린란드를 연상시키고 있는데, 예컨대 코스트베라의 불길한 꿈에서는 북극곰을 매우 사실적으로 묘사하고 있다. 시의 음울한 분위기 역시 그린란드 정착지에 대해 알려져 있는 것과 일치한다. 시에 등장하는 족장들의 상대적으로 누추한 상황(예컨대 니플룽 일족은 신하가 오직 열 명 뿐이다)은 이 시가 그린란드 문화에 그 유래를 두고 있다는 가설에 힘을 실어 주고 있다.

## 참고 자료
- Dronke, Ursula (Ed. & trans.) (1969). The Poetic Edda, vol. I, Heroic Poems. Oxford: Clarendon. ISBN 0-19-811497-4.
- Hollander, Lee M. (trans.) (1962). The Poetic Edda. Austin: University of Texas. ISBN 0-292-76499-5.
- Atlamol en grönlenzku Translation and commentary by Henry Adams Bellows
- The Groenland Lay of Atli Translation by Benjamin Thorpe
- Atlamál hin grœnlenzku Sophus Bugge's edition of the manuscript text
- Atlamál in grænlenzku Guðni Jónsson's edition of the text with normalized spelling